# Olympische Sommerspiele 2012/Teilnehmer (Bermuda)
| Gelbes Symbol für Goldmedaillen mit stilisierten Olympischen Ringen | Graues Symbol für Silbermedaillen mit stilisierten Olympischen Ringen | Braundes Symbol für Bronzemedaillen mit stilisierten Olympischen Ringen |
| ------------------------------------------------------------------- | --------------------------------------------------------------------- | ----------------------------------------------------------------------- |
| —                                                                   | —                                                                     | —                                                                       |

Bermuda nahm in London an den Olympischen Spielen 2012 teil. Es war die insgesamt 17. Teilnahme an Olympischen Sommerspielen. Die Bermuda Olympic Association nominierte acht Athleten in fünf Sportarten.
Fahnenträger bei der Eröffnungsfeier war der Segler Alexander Kirkland.

## Teilnehmer nach Sportarten

### Leichtathletik
Springen und Werfen
| Frauen       |            |        |   |               |               |    |
| Arantxa King | Weitsprung | 6,40 m | 6 | ausgeschieden | ausgeschieden | 13 |
| Männer       |            |        |   |               |               |    |
| Tyrone Smith | Weitsprung | 7,97 m | 7 | 7,70 m        | 10            | 10 |

### Reiten
| Athleten         | Wettbewerb | Fehlerpunkte | Rang |
| ---------------- | ---------- | ------------ | ---- |
| Springen         |            |              |      |
| Jillian Terceira | Einzel     | 9            | 47   |

### Schwimmen
| Athleten  | Wettbewerb    | Vorlauf | Vorlauf | Halbfinale    | Halbfinale    | Finale        | Finale        | Rang |
| Athleten  | Wettbewerb    | Zeit    | Rang    | Zeit          | Rang          | Zeit          | Rang          | Rang |
| --------- | ------------- | ------- | ------- | ------------- | ------------- | ------------- | ------------- | ---- |
| Männer    |               |         |         |               |               |               |               |      |
| Roy Burch | 50 m Freistil | 22,47 s | 24      | ausgeschieden | ausgeschieden | ausgeschieden | ausgeschieden | 24   |

### Segeln
Fleet Race
| Athleten                          | Wettbewerb | Qualifikation | Qualifikation | Medal Race    | Medal Race    | Punkte | Rang |
| Athleten                          | Wettbewerb | Punkte        | Rang          | Punkte        | Rang          | Punkte | Rang |
| --------------------------------- | ---------- | ------------- | ------------- | ------------- | ------------- | ------ | ---- |
| Männer                            |            |               |               |               |               |        |      |
| Alexander Kirkland Jesse Kirkland | 49er       | 204           | 19            | ausgeschieden | ausgeschieden | 204    | 19   |

### Triathlon
| Athleten          | Wettbewerb | Zeit      | Rang |
| ----------------- | ---------- | --------- | ---- |
| Frauen            |            |           |      |
| Flora Duffy       | Einzel     | 2:08:54 h | 45   |
| Männer            |            |           |      |
| Tyler Butterfield | Einzel     | 1:50:32 h | 34   |